# دامندورف
دامندورف (به آلمانی: Damendorf) یک شهر در آلمان است که در رندسبورگ-اکرنفورده واقع شده‌است. دامندورف ۴۴۴ نفر جمعیت دارد.